# コリント式

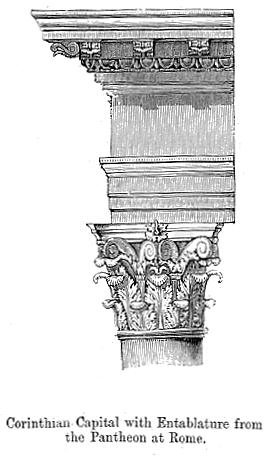
コリント式の柱（ローマのパンテオン）

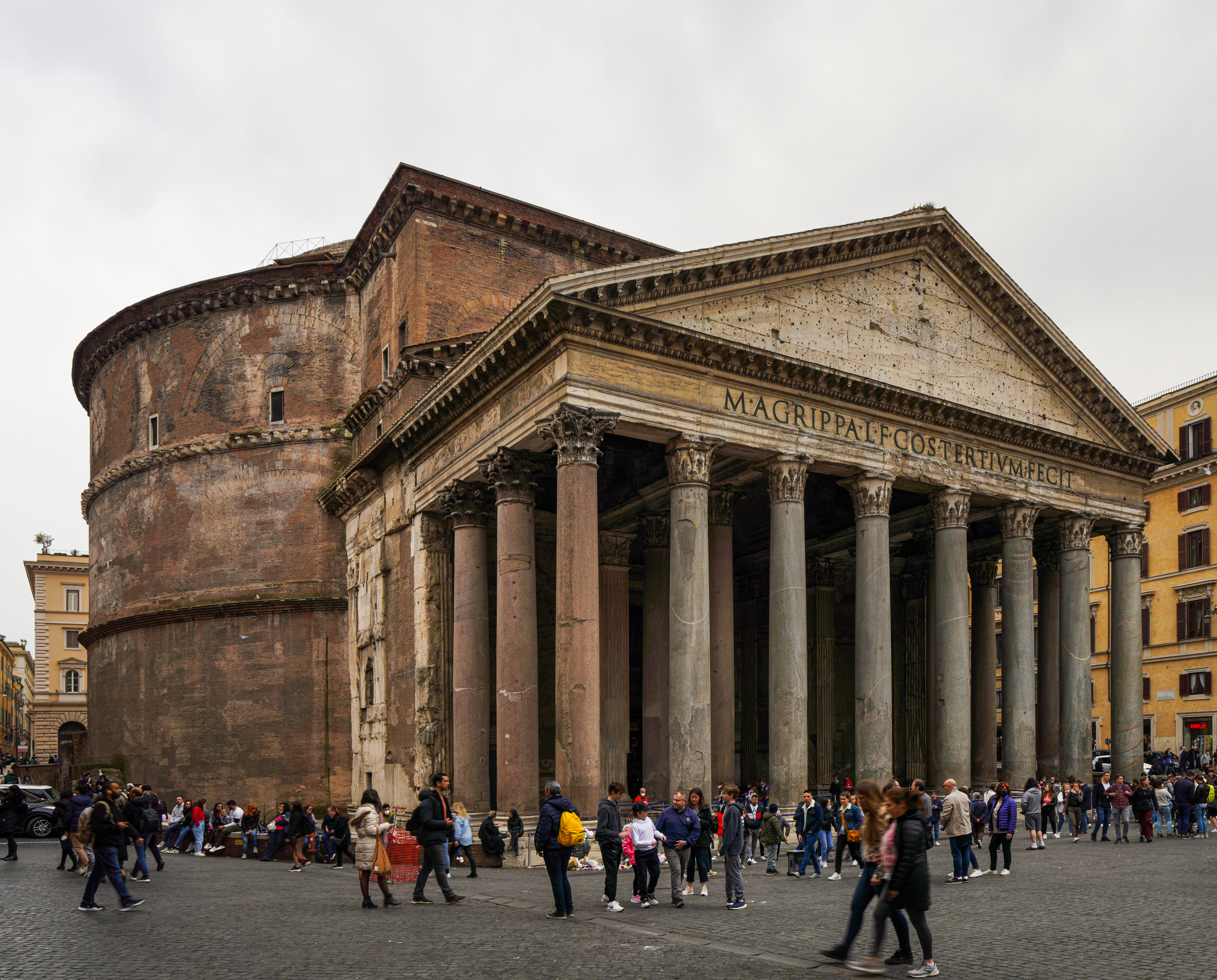
パンテオン

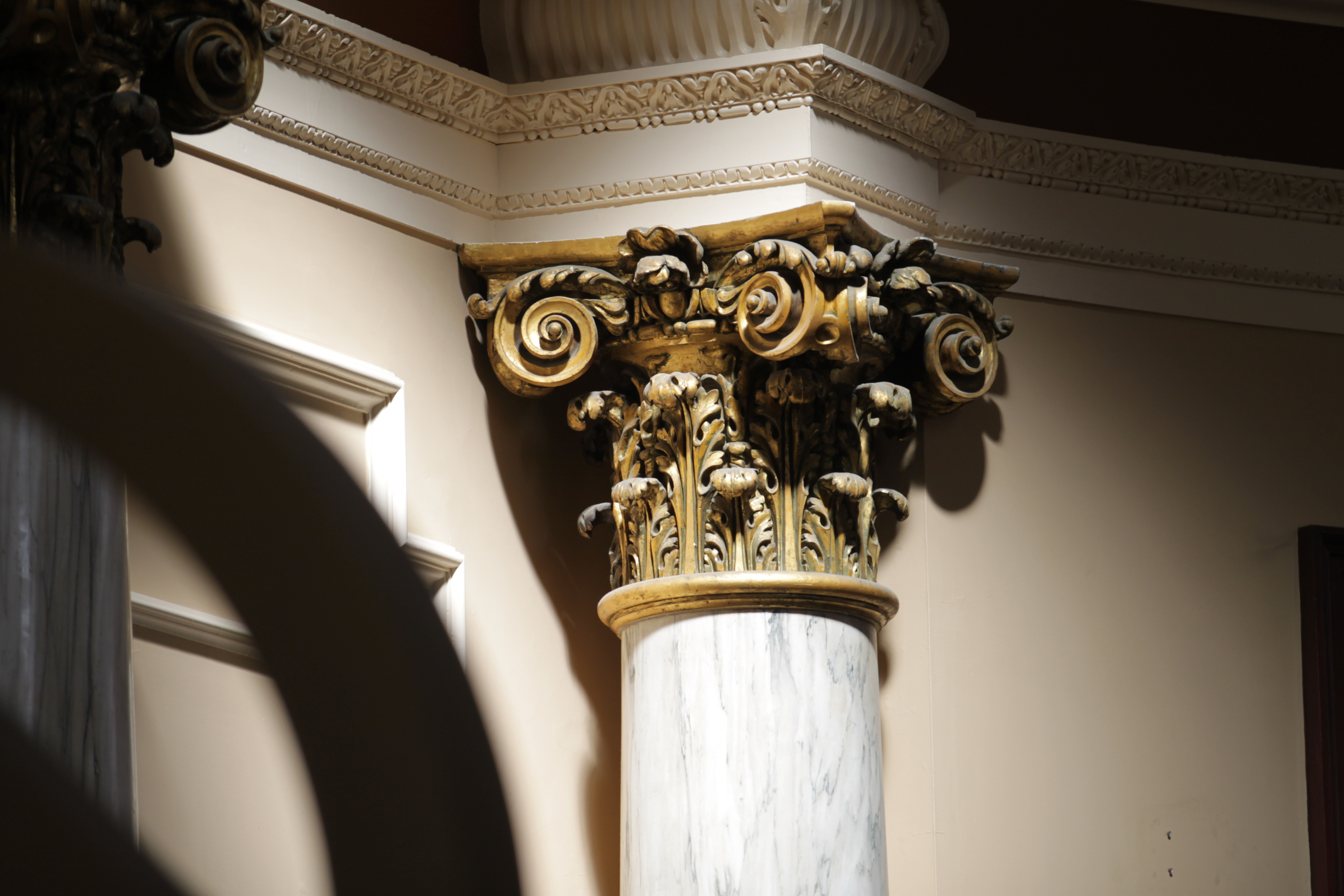
イングランド・バース市街

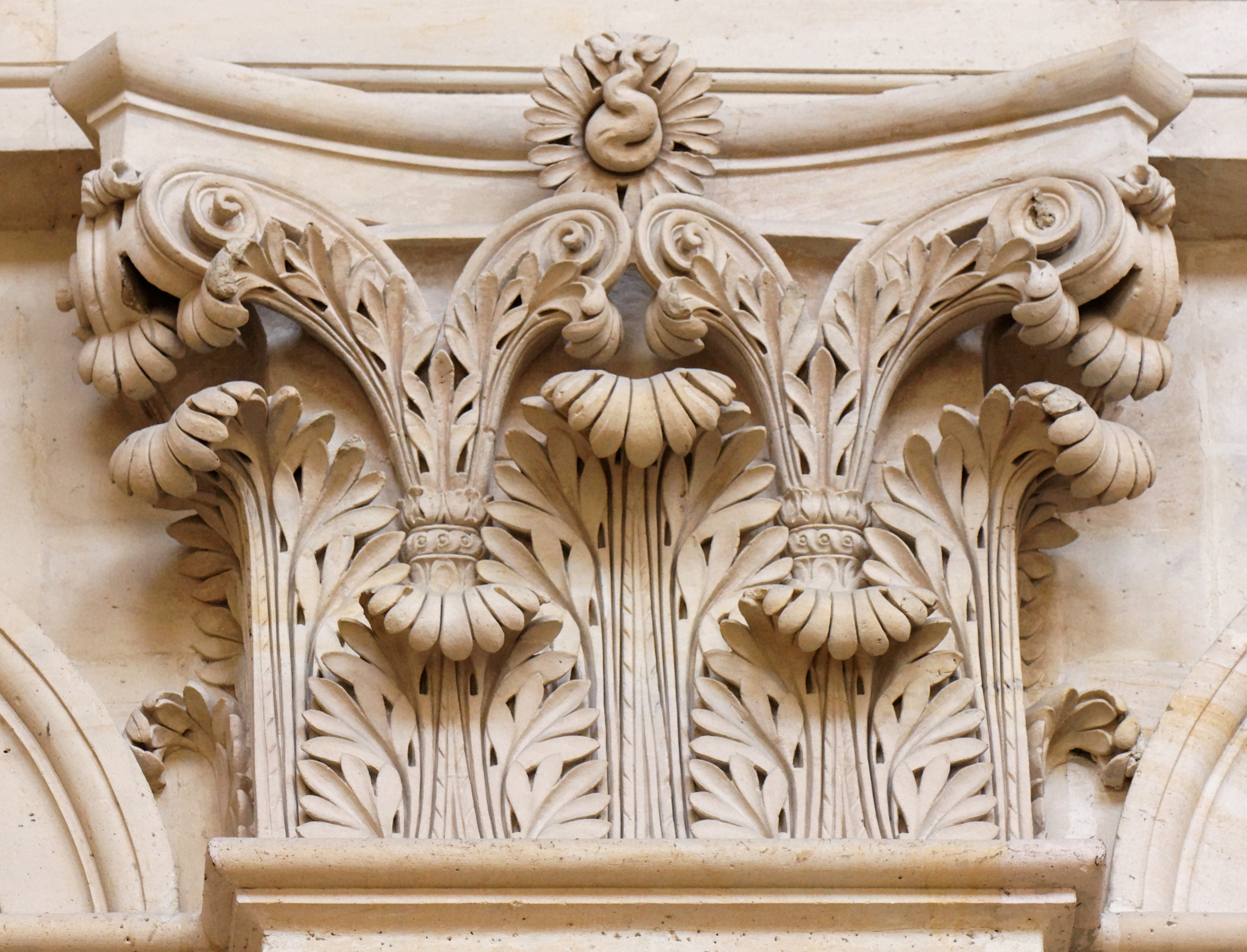
オテル・デ・ザンヴァリッドでのコリント式付柱

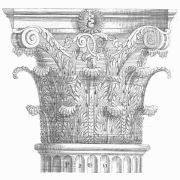
コリント式の柱頭（ナポリのカストルとポルックス神殿） - パラディオの『建築四書』より

コリント式（コリントしき、「コリント様式」とも。）は、古代ギリシア建築における建築様式（オーダー）のひとつで、柱の上部のキャピタル（柱頭飾）がアカンサスの葉の形をしている。
ギリシア建築の寸法のルールに「モデュール」がある。柱の底の直径を一モデュールとし、その倍数（小さいところは分数）ですべての寸法を決める。イオニア式の柱の長さは8～9倍である。
オーダーには他に、ドリス式、イオニア式がある。
代表例として、アポロ神殿（コリント、紀元前5世紀）、アテナ・アレア神殿（テゲア、紀元前4世紀）。

## 概要
溝が彫られた細身の柱身と、アカンサスの葉が象られた装飾的な柱頭を特徴とする。ギリシアに起源を有するが、ギリシア建築において用いられた例はほとんどない。コリント式という名は、古代ギリシアの都市国家（ポリス）のひとつであるコリントスに由来するが、コリント式は一般にアテナイで発達したと考えられている。
古代ローマの建築家ウィトルウィウスは、コリント式は建築家で彫刻家のカリマコス(前5世紀ころのギリシアのKallimachos)により、幼い少女の墓に供物の籠が残されている光景に触発されて考案されたものであると『デ・アーキテクチュラ』第4書に記している。
コリント式の柱頭は、イオニア式の柱頭を豊かにした発展型であると考えられることがあるが、コリント式柱頭を注意深く見れば、様式化された2段のアカンサスの葉や茎の上方に、サイズにおいても重要性においても小さくなった計8個のイオニア式で見られる隅部の渦巻き飾りが飛び出しているのが分かるだろうし、より小さな渦巻きが飾りが内向きにあるのにも気づくだろう。ドリス式やイオニア式と異なり、コリント式の柱頭には下部にくびれがなく、環状の玉縁が帯が柱頭の底部を形成している。

## 代表的建造物
- 日本
  - 明治生命館
  - 日本銀行本店
  - 三井本館
  - 大阪府立中之島図書館
  - 日本郵船歴史博物館
- フランス
  - メゾン・カレ
- ギリシャ
  - ゼウス神殿
  - アポロ・エピクリウス神殿(バッサイのアポロ・エピクリウス神殿の項を参照)

- ローマ
  - パンテオン
  - コロッセオ

- ドイツ
  - 国会議事堂
- イタリア
  - パンテオン
- イギリス
  - ネルソン記念柱
  - ユニヴァーシティ・カレッジ・ロンドン
  - セント・ポール大聖堂
  - セント・マーティン・イン・ザ・フィールズ
- アメリカ
  - アメリカ合衆国議会議事堂
  - ニューヨーク証券取引所
  - 米国最高裁判所
- ロシア
  - 冬宮殿